# Цветки (Тверская область)
Цветки́ — деревня в центральной части Торопецкого района Тверской области. Входит в состав Подгородненского сельского поселения.

## История
На карте РККА 1923—1941 годов обозначена деревня Цветки. Имела 16 дворов. 

## География
Деревня расположена в 4 км (по автодороге — 5.5 км) к северо-западу от районного центра Торопец. С запада к Цветкам примыкает деревня Дергино.

## Этимология
Предположительно, название деревни образовано от мужского личного имени Цветок, в значении «красивый, цветущий», «молодой, румяный, здоровый».

## Население
| 2010 |
| ---- |
| 71   |